# 18239 Ekers
18239 Ekers è un asteroide della fascia principale. Scoperto nel 1973, presenta un'orbita caratterizzata da un semiasse maggiore pari a 3,0758457 UA e da un'eccentricità di 0,1650709, inclinata di 1,24147° rispetto all'eclittica.